# Спортивна газета
«Спортивна газета» — всеукраїнська спортивна газета. Як загальнодержавне (республіканське) видання заснована 1934-го, до того три роки існувала як міська, маючи редакцію в Харкові. Реєстраційне свідоцтво КВ № 804 від 11 липня 1994 р.
Географія розповсюдження: вся Україна.
У радянський час — орган Комітету фізичної культурі та спорту при Раді Міністрів УРСР та Українській Республіканські Раді профспілок. У
1931 —1937 роках мала назву «Готовий до праці та оборони», у 1938 —1965 — «Радянський спорт» (1940 —1948 роках — не виходила). Виходила тричі на тиждень.
Припинила існування восени 2008-го: останній зверстаний номер мав вийти друком 31 жовтня того року.